# St. Laurentius (Schmölz)

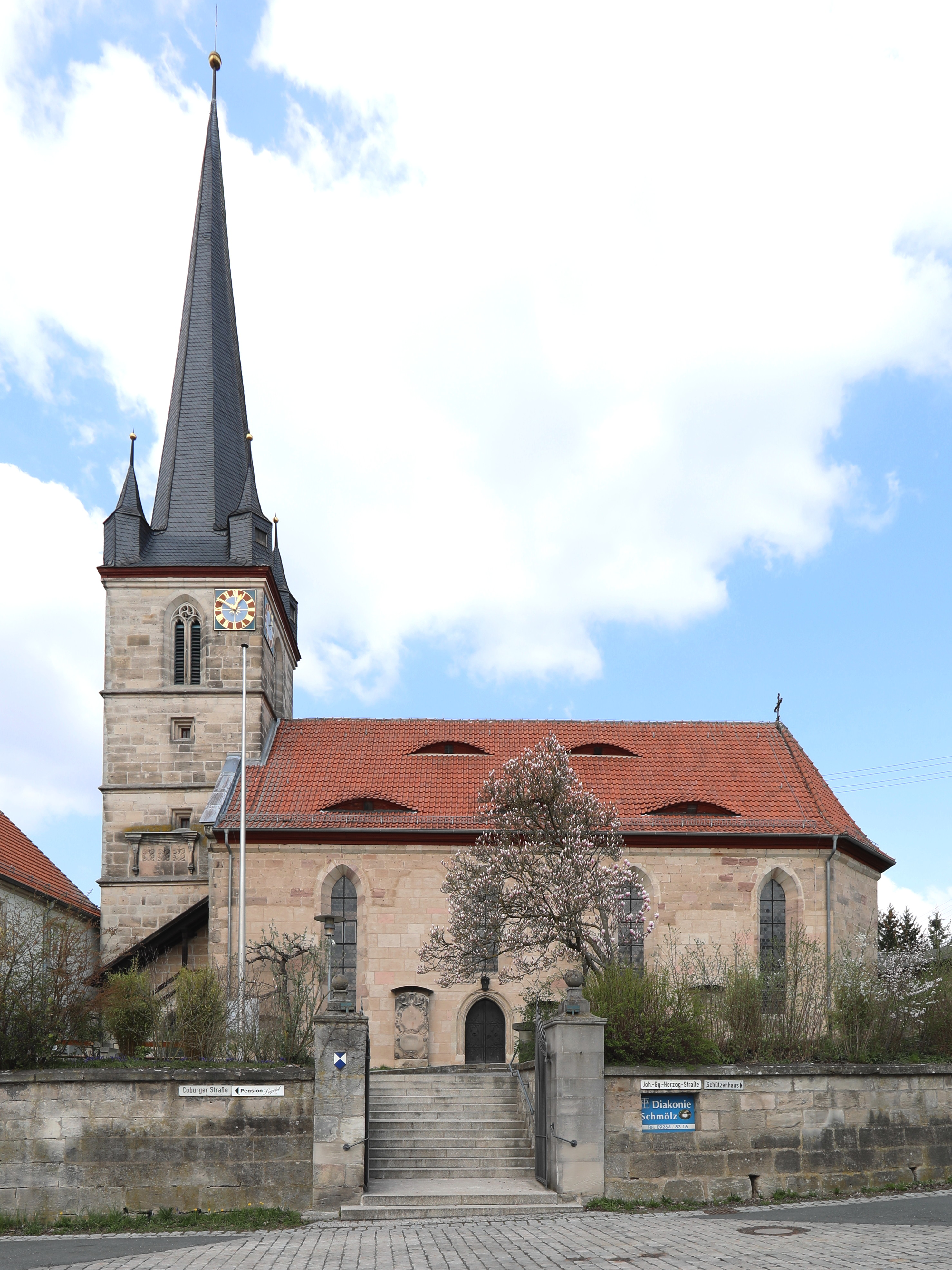
St. Laurentius in Schmölz

Die evangelisch-lutherische Pfarrkirche St. Laurentius in Schmölz, einem Gemeindeteil des Marktes Küps im oberfränkischen Landkreises Kronach, wurde erstmals 1302 erwähnt. Die Kirchengemeinde gehört zum Dekanatsbezirk Kronach-Ludwigsstadt des Kirchenkreises Bayreuth der Evangelisch-Lutherischen Kirche in Bayern.

## Baugeschichte
Eine Kirche in Schmölz ist für 1302 erstmals belegt. Ein weiterer Nachweis über einen Kirchenbau stammt aus dem Jahr 1335. Um 1500 wurde das Patrozinium des Laurentius von Rom urkundlich erwähnt und im Jahr 1500 folgte die Loslösung der Pfarrei von Graitz. Im Jahr 1545 führte Christoph von Redwitz die Reformation ein. Nach der Gegenreformation 1632 wurde Schmölz 1649 endgültig evangelisch. Der Kern des westlichen Langhausteils stammt wohl von einer mittelalterlichen Kirche. Im frühen 17. Jahrhundert wurde der Kirchturm im Westen angefügt. Im gleichen Zeitraum erfolgte eine Verlängerung des Kirchenschiffes Richtung Osten. Der Anbau der Sakristei war 1657. Im Jahr 1690 wurde das Gotteshaus für den Einbau einer Empore erhöht und erhielt sein heutiges Aussehen.:S. 232 Restaurationen ließ die Gemeinde unter anderem in den Jahren 1899, 1935, 1965 und 2001 durchführen.

## Baubeschreibung
Die geostete Pfarrkirche steht zwischen dem Ortskern und dem Schloss. Es ist ein Sandsteinquaderbau mit einem einschiffigen, 22 Meter langen und 9 Meter breiten Saal zu vier Achsen und mit einem dreiseitigen Schluss. In der Stirnwand des Chores ist ein neueres Rundfenster vorhanden, die anderen Fenster des Kirchenschiffes und die profilierten Portale sind spitzbogig. Den Innenraum überspannt eine mit Ranken bemalte Holzdecke, bestehend aus profilierten Bohlen und zwei über Kreuz angelegten Unterzügen. Eine zweigeschossige Holzempore an der Westseite und den beiden Längswänden prägt den Innenraum. Sie hat mit Passionsdarstellungen bemalte Brüstungen von 1690 und ist durch rundbogige Türen über die Turmobergeschossen erschlossen. Der fünfgeschossige, 45 Meter hohe Kirchturm steht an der Westseite des Kirchenschiffes. Die oberen Geschosse sind durch gekehlte Gesimse getrennt. Ein verschieferter, achteckiger Spitzhelm und vier Scharwachttürmchen bilden den Abschluss. An der Südfassadenseite befinden sich im zweiten Obergeschoss drei reliefierte Wappen derer von Redwitz.:S. 234

## Ausstattung

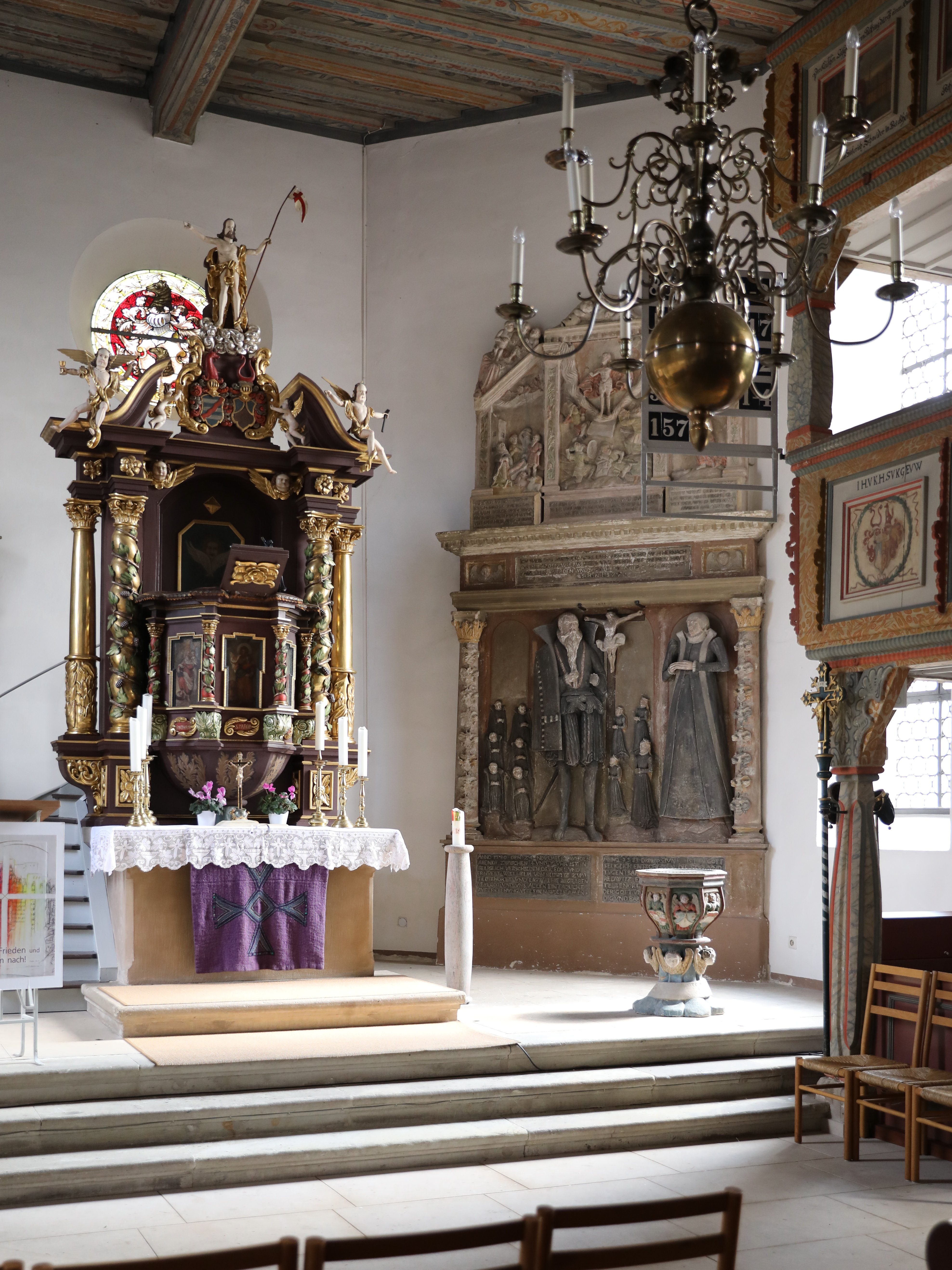
Altarraum

Der Kanzelaltar hat einen braun und golden gefassten Holzaufbau, der um 1700 entstand. Der polygonale Kanzelkorb stammt aus dem späten 17. Jahrhundert. Die Füllungen sind mit dem Salvator mundi und den vier Evangelisten bemalt. Als Auszug hat der Altar das Doppelwappen derer von Redwitz und Künsberg. Der Taufstein ist aus Sandstein und wird auf 1581 datiert.:S. 235
Rechts vom Kanzelaltar steht das Epitaph des Wilhelm von Redwitz († 1580) und seiner Ehefrau Katharina, gebürtige Koller, († 1581), links vom Kanzelaltar das Epitaph des Valentin von Redwitz und seiner Ehefrau Barbara, gebürtige Heßberg, aus dem Ende des 16. Jahrhunderts und links außen das Grabdenkmal des Jakob von Redwitz († 1576) mit seiner Ehefrau, gebürtige Seckendorff.:S. 236

### Orgel
Die Orgel stellte die Ludwigsburger Orgelbaufirma Walcker & Cie. 1965/66 auf. Der Barockprospekt mit einem fünfteiligen Aufbau stammt von der Vorgängerorgel von Georg Ernst I. Wiegleb aus dem ersten Viertel des 18. Jahrhunderts. Das Instrument hat vierzehn Register auf zwei Manualen und Pedal.

### Glocken
Im Kirchturm hängen fünf Glocken. Die älteste Glocke, die 110 kg schwere Taufglocke, goss 1728 Johann Mayer in Coburg. Die 230 kg schwere Gebetsglocke stammt aus dem Jahr 1729 und ist ebenfalls ein Werk von Mayer. Die mit 850 kg schwerste Glocke, die Gedächtnisglocke, Sterbe- und Totenglocke, wurde 1790 gegossen. Die 380 kg schwere Friedensglocke und die 180 kg Segensglocke entstanden 2015 bei der Glocken- und Kunstgießerei Rincker.